# Alder (Montana)
Alder és una concentració de població designada pel cens dels Estats Units a l'estat de Montana. Segons el cens del 2000 tenia 116 habitants.

## Demografia
Segons el cens del 2000, Alder tenia 116 habitants, 48 habitatges, i 25 famílies. La densitat de població era de 22,3 habitants per km².
Dels 48 habitatges en un 27,1% hi vivien nens de menys de 18 anys, en un 45,8% hi vivien parelles casades, en un 4,2% dones solteres, i en un 47,9% no eren unitats familiars. En el 33,3% dels habitatges hi vivien persones soles el 16,7% de les quals corresponia a persones de 65 anys o més que vivien soles. El nombre mitjà de persones vivint en cada habitatge era de 2,42 i el nombre mitjà de persones que vivien en cada família era de 3,44.
Per edats la població es repartia de la següent manera: un 26,7% tenia menys de 18 anys, un 6% entre 18 i 24, un 27,6% entre 25 i 44, un 27,6% de 45 a 60 i un 12,1% 65 anys o més.
L'edat mediana era de 38 anys. Per cada 100 dones de 18 o més anys hi havia 107,3 homes.
La renda mediana per habitatge era de 26.458 $ i la renda mediana per família de 33.750 $. Els homes tenien una renda mediana de 22.500 $ mentre que les dones 30.000 $. La renda per capita de la població era de 16.300 $. Cap de les famílies i l'1,8% de la població estaven per davall del llindar de pobresa.

## Poblacions més properes
El següent diagrama mostra les poblacions més properes.